# Camino de Santiago del Ebro
El Camino de Santiago del Ebro (conocido también como Camino Jacobeo del Ebro) es un recorrido simbólico que se inicia en la desembocadura del Ebro (concretamente en un monumento elevado en una pequeña duna decicada a las vírgenes de la Ruta Jacobea, el Muntell de les Verges) y se desarrolla remontando el curso del río del cual toma su nombre. En la ciudad de Logroño se une al Camino Francés que proviene de Roncesvalles. El Camino de Santiago del Ebro camino se encuentra muy bien señalizado y discurre en muchos tramos por la ruta GR-99, conocida como Camino del Ebro. El recorrido ofrece vistas del Delta del Ebro, pasando por parajes de la Tierra Alta, los áridos del Bajo Cinca y el Bajo Ebro o junto al Embalse de Mequinenza. Tiene como eje central la ciudad de Zaragoza y su Basílica del Pilar. Esta ruta es muy agradable en cuanto a desniveles pero dura en cuanto a sombras, que escasean en todas las etapas. Se considera una ruta fácil para realizarla con bicicleta y dispone de alojamientos y albergues en todas las posibles etapas.

## Origen

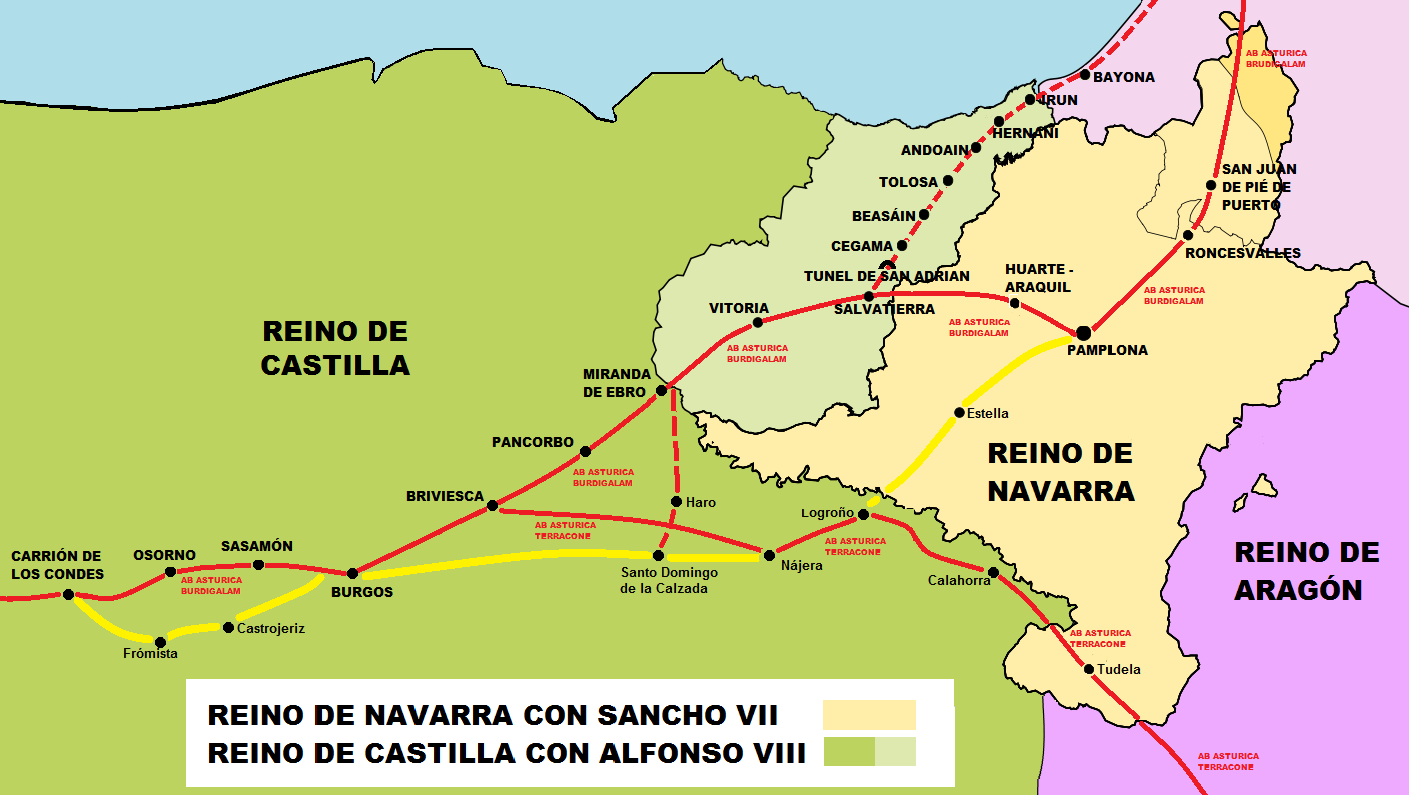
Reinos de Navarra Y Castilla año 1200. Caminos a Santiago-Calzadas romanas

El río Ebro ha configurado durante milenios un auténtico eje de comunicación que unía el mar Mediterráneo hasta las tierras del norte de España. Pueblos y culturas como los íberos, los romanos, los árabes o los cristianos utilizaron su valle como vía de comunicación. De hecho, gran parte del trazado corresponde a un recorrido por vías de la antigüedad como calzadas romanas, caminos reales, cañadas reales o vías pecuarias.
Su principal origen es la calzada romana citada en el Itinerario de Antonino como una de las vías de comunicación del Imperio en Hispania. Aparece nombrada al bifurcarse la calzada principal procedente de Astorga, uno de cuyos ramales se dirigía a Burdeos por Pamplona y Roncesvalles, la calzada romana XXXIV o Ab Asturica Burdigalam, prosiguiendo el otro ramal, la calzada XXXII o Ab Asturica Terracone hacia Tarragona pasando por Caesar Augusta, Zaragoza.
En general, todos los trayectos procedentes del Levante y asomados al valle del Ebro, se consideran rutas tardías, pues la dominación árabe en estas regiones impedía el tránsito de peregrinos y sólo serían utilizables a partir de mediados del siglo XII, tras la conquista cristiana de Zaragoza en 1118, Barbastro en 1148, Lérida, Mequinenza y Tortosa en 1149 y la de Valencia ya en tiempos de Jaime I de Aragón. El escritor árabe Massudi en su obra “Praderas de Oro” señala, según apunta Luciano Huidobro Serna, que "desde antiguo era la vía que seguían etíopes, nubios y sirios para dirigirse a Compostela". Seguramente otros pueblos del Mediterráneo transitarían igualmente por esta ruta.
Para la protección de los peregrinos se crean en diversos lugares de este recorrido las conocidas como "Juntas" o "Hermandades". Se conservan en el Archivo Histórico de la Corona de Aragón numerosos documentos concediendo salvoconductos a favor de ingleses, flamencos, alemanes y húngaros en su mayoría de condición noble e influencia social.

## Ruta Principal del Camino de Santiago del Ebro
| Población                        | Provincia | A Santiago (km) | Web                                                          |
| -------------------------------- | --------- | --------------- | ------------------------------------------------------------ |
| Muntell de les Verges (Deltebre) | Tarragona | 1.016           |                                                              |
| Deltebre                         | Tarragona | 1.003           |                                                              |
| San Jaime de Enveija             | Tarragona | 1.001           |                                                              |
| Poblenou del Delta (Amposta)     | Tarragona | 990             |                                                              |
| San Carlos de la Rápita          | Tarragona | 980             |                                                              |
| Amposta                          | Tarragona | 970             |                                                              |
| Tortosa                          | Tarragona | 958             |                                                              |
| Jesús (Tortosa)                  | Tarragona | 956             |                                                              |
| Aldover                          | Tarragona | 949             |                                                              |
| Cherta                           | Tarragona | 946             |                                                              |
| La Fontcalda (Gandesa)           | Tarragona | 931             |                                                              |
| Gandesa                          | Tarragona | 924             |                                                              |
| Batea                            | Tarragona | 912             | Archivado el 25 de febrero de 2021 en Wayback Machine.       |
| Mequinenza                       | Zaragoza  | 885             |                                                              |
| Caspe                            | Zaragoza  | 875             |                                                              |
| Chiprana                         | Zaragoza  | 867             |                                                              |
| Escatrón                         | Zaragoza  | 850             |                                                              |
| Sástago                          | Zaragoza  | 842             |                                                              |
| Alborge                          | Zaragoza  | 840             |                                                              |
| Cinco Olivas                     | Zaragoza  | 840             |                                                              |
| Alforque                         | Zaragoza  | 835             |                                                              |
| Velilla de Ebro                  | Zaragoza  | 828             |                                                              |
| Gelsa                            | Zaragoza  | 824             |                                                              |
| Quinto                           | Zaragoza  | 819             |                                                              |
| Fuentes de Ebro                  | Zaragoza  | 805             |                                                              |
| El Burgo de Ebro                 | Zaragoza  | 793             |                                                              |
| La Cartuja Baja (Zaragoza)       | Zaragoza  | 786             |                                                              |
| Zaragoza                         | Zaragoza  | 780             |                                                              |
| Monzalbarba (Zaragoza)           | Zaragoza  | 772             |                                                              |
| Utebo                            | Zaragoza  | 769             |                                                              |
| Sobradiel                        | Zaragoza  | 765             |                                                              |
| Torres de Berrellén              | Zaragoza  | 762             |                                                              |
| Alagón                           | Zaragoza  | 757             |                                                              |
| Cabañas de Ebro                  | Zaragoza  | 753             |                                                              |
| Alcalá de Ebro                   | Zaragoza  | 749             |                                                              |
| Luceni                           | Zaragoza  | 745             |                                                              |
| Gallur                           | Zaragoza  | 737             |                                                              |
| Mallén                           | Zaragoza  | 728             |                                                              |
| Cortes                           | Navarra   | 726             |                                                              |
| Ribaforada                       | Navarra   | 716             |                                                              |
| Bocal de Fontellas (Fontellas)   | Navarra   | 711             |                                                              |
| Tudela                           | Navarra   | 706             |                                                              |
| Castejón                         | Navarra   | 692             |                                                              |
| Alfaro                           | La Rioja  | 688             | Archivado el 25 de enero de 2021 en Wayback Machine.         |
| Rincón de Soto                   | La Rioja  | 677             | Archivado el 22 de julio de 2020 en Wayback Machine.         |
| Calahorra                        | La Rioja  | 665             | Asoc. de Peregrinos del Sr. Santiago de Galicia de Calahorra |
| Alcanadre                        | La Rioja  | 647             |                                                              |
| Arrúbal                          | La Rioja  | 636             |                                                              |
| Agoncillo                        | La Rioja  | 631             |                                                              |
| Logroño                          | La Rioja  | 620             |                                                              |

## Otras rutas
| Población                  | Provincia | A Santiago (km) | Web |
| -------------------------- | --------- | --------------- | --- |
| Mequinenza                 | Zaragoza  | 885             |     |
| Caspe                      | Zaragoza  | 875             |     |
| Chiprana                   | Zaragoza  | 867             |     |
| Escatrón                   | Zaragoza  | 850             |     |
| Sástago                    | Zaragoza  | 842             |     |
| Alborge                    | Zaragoza  | 840             |     |
| Cinco Olivas               | Zaragoza  | 840             |     |
| Alforque                   | Zaragoza  | 835             |     |
| Velilla de Ebro            | Zaragoza  | 828             |     |
| Gelsa                      | Zaragoza  | 824             |     |
| Quinto                     | Zaragoza  | 819             |     |
| Fuentes de Ebro            | Zaragoza  | 805             |     |
| El Burgo de Ebro           | Zaragoza  | 793             |     |
| La Cartuja Baja (Zaragoza) | Zaragoza  | 786             |     |
| Zaragoza                   | Zaragoza  | 780             |     |
| Monzalbarba (Zaragoza)     | Zaragoza  | 772             |     |
| Utebo                      | Zaragoza  | 769             |     |
| Sobradiel                  | Zaragoza  | 765             |     |
| Torres de Berrellén        | Zaragoza  | 762             |     |
| Alagón                     | Zaragoza  | 757             |     |
| Cabañas de Ebro            | Zaragoza  | 753             |     |
| Alcalá de Ebro             | Zaragoza  | 749             |     |
| Luceni                     | Zaragoza  | 745             |     |
| Gallur                     | Zaragoza  | 737             |     |
| Mallén                     | Zaragoza  | 728             |     |

| Población               | Provincia | A Santiago (km) | Web                                                       |
| ----------------------- | --------- | --------------- | --------------------------------------------------------- |
| Castellón de la Plana   | Castellón | 1125            | Archivado el 12 de julio de 2012 en Wayback Machine.      |
| San Juan de Moró        | Castellón | 1109            |                                                           |
| Alcora                  | Castellón | 1101            |                                                           |
| Figueroles              | Castellón | 1092            | Archivado el 28 de septiembre de 2007 en Wayback Machine. |
| Lucena del Cid          | Castellón | 1086            | Archivado el 28 de septiembre de 2007 en Wayback Machine. |
| Castillo de Villamalefa | Castellón | 1073            |                                                           |
| Zucaina                 | Castellón | 1062            |                                                           |
| Fuentes de Rubielos     | Teruel    | 1033            |                                                           |
| Rubielos de Mora        | Teruel    | 1026            |                                                           |
| Mora de Rubielos        | Teruel    | 1014            |                                                           |
| Valbona                 | Teruel    | 1008            |                                                           |
| La Puebla de Valverde   | Teruel    | 993             |                                                           |
| Teruel                  | Teruel    | 970             |                                                           |
| Santa Eulalia del Campo | Teruel    | 937             |                                                           |
| Monreal del Campo       | Teruel    | 910             |                                                           |
| Calamocha               | Teruel    | 894             |                                                           |
| Daroca                  | Zaragoza  | 867             |                                                           |
| Paniza                  | Zaragoza  | 836             |                                                           |
| Cariñena                | Zaragoza  | 829             | Archivado el 28 de septiembre de 2007 en Wayback Machine. |
| Muel                    | Zaragoza  | 810             |                                                           |
| María de Huerva         | Zaragoza  | 798             |                                                           |
| Zaragoza                | Zaragoza  | 780             |                                                           |

| Población                      | Provincia | A Santiago (km) | Web                                                  |
| ------------------------------ | --------- | --------------- | ---------------------------------------------------- |
| Castellón de la Plana          | Castellón | 1066            | Archivado el 12 de julio de 2012 en Wayback Machine. |
| Benicasim                      | Castellón | 1053            |                                                      |
| Cabanes                        | Castellón | 1036            | Archivado el 6 de julio de 2007 en Wayback Machine.  |
| Villanueva de Alcolea          | Castellón | 1025            |                                                      |
| Cuevas de Vinromá              | Castellón | 1015            |                                                      |
| Morella                        | Castellón | 976             |                                                      |
| La Puebla de Alcolea (Morella) | Castellón | 954             |                                                      |
| Torre de Arcas                 | Teruel    | 938             |                                                      |
| Monroyo                        | Teruel    | 931             |                                                      |
| La Cañada de Verich            | Teruel    | 924             |                                                      |
| Torrevelilla                   | Teruel    | 918             |                                                      |
| La Codoñera                    | Teruel    | 911             |                                                      |
| Castelserás                    | Teruel    | 902             |                                                      |
| Alcañiz                        | Teruel    | 892             |                                                      |
| Puigmoreno (Alcañiz)           | Teruel    | 879             |                                                      |
| Samper de Calanda              | Teruel    | 865             |                                                      |
| Castelnou                      | Teruel    | 860             |                                                      |
| Escatrón                       | Zaragoza  | 850             |                                                      |

| Población              | Provincia | A Santiago (km) | Web |
| ---------------------- | --------- | --------------- | --- |
| Andorra                | Teruel    | 891             |     |
| Albalate del Arzobispo | Teruel    | 871             |     |
| Lécera                 | Zaragoza  | 850             |     |
| Belchite               | Zaragoza  | 837             |     |
| Mediana de Aragón      | Zaragoza  | 815             |     |
| Fuentes de Ebro        | Zaragoza  | 805             |     |

## Patrimonio Histórico y Cultural

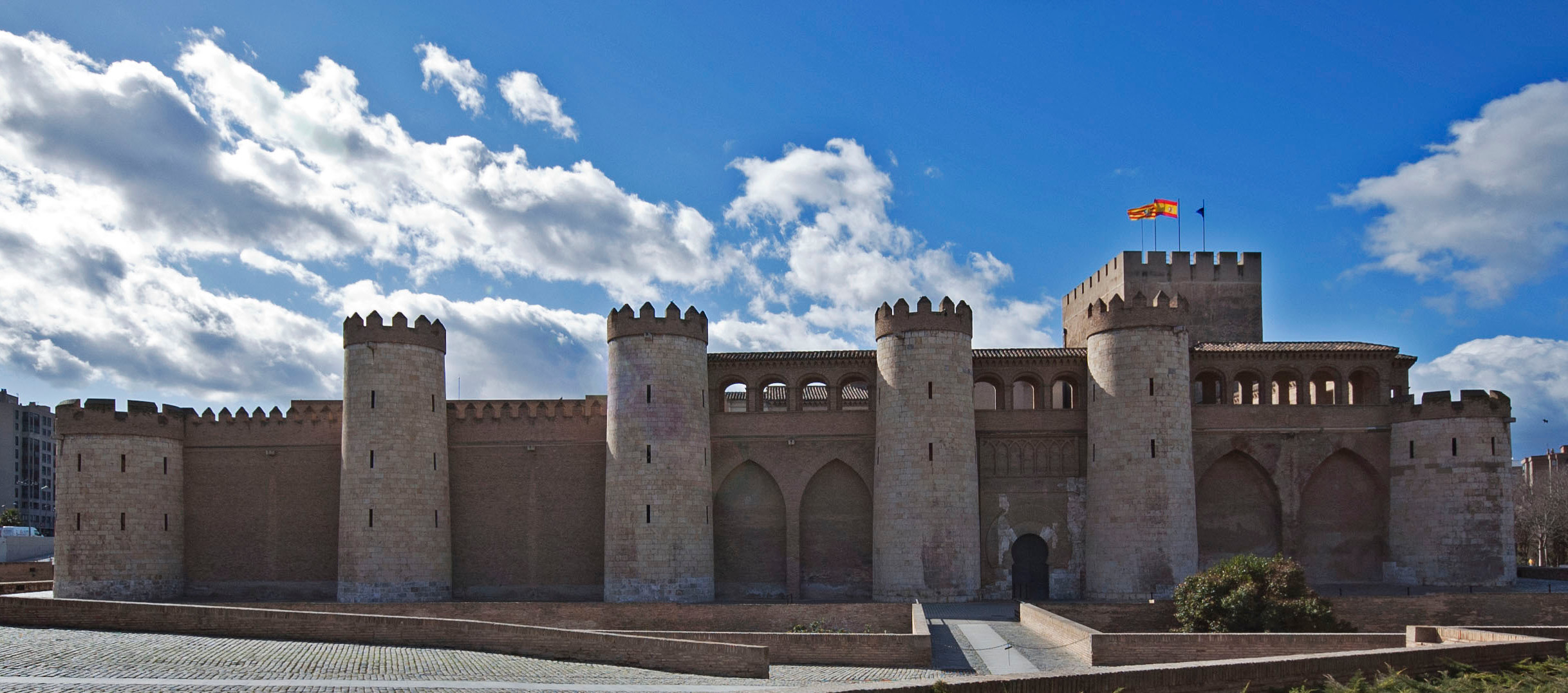
Palacio de la Aljafería en Zaragoza.

Todo el Camino del Ebro es generoso en patrimonio histórico-artístico, fruto de civilizaciones y culturas que han habitado las orillas del caudaloso río Ebro. Podemos encontrar restos prerromanos celítberos e íberos, romanos (como los mausoleos de Fabara o Chiprana, Lépida Celsa en Velilla de Ebro o Caesaraugusta en Zaragoza), así como fortalezas de origen musulmán, arte mudéjar (como la torre de Utebo) o castillos cristianos de frontera (como el de Miravet o el de Mequinenza). Las órdenes militares como los Templarios o el Císter (visible en el Monasterio de Rueda) también controlaron este camino de peregrinación.

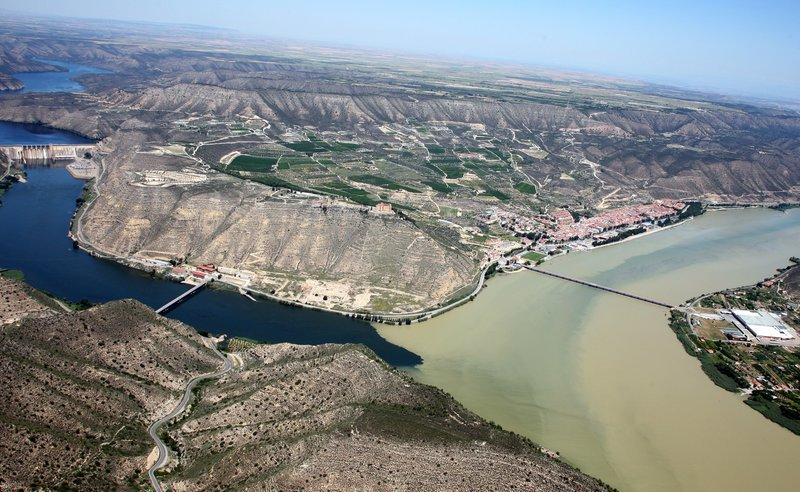
Aiguabarreig de los ríos Ebro, Segre y Cinca en Mequinenza

El Valle del Ebro, por el que discurre esta ruta también ofrece paisajes de gran interés por su alto valor natural, cultural, ecológico y social. Con un valor biológico excepcional encontramos el Aiguabarreig de Mequinenza, una de las confluencias fluviales más grandes de la Península ibérica y por tanto, lugar estratégico y de paso obligado. El paraje de los Monegros en la Ribera Baja del Ebro o el Galacho de Juslibol también son lugares naturales de alto interés.

### Guías y ayudas de peregrino
- Carlos Mencos, "Camino Jacobeo del Ebro y Camino Catalán". (2006) ISBN 84-934512-3-1.
- Camino Jacobeo del Ebro. Folleto. Ed. Patronato de Turismo de Tortosa. 1997
- El Camino de Santiago. Antón Pombo. Ed. Anaya Touring. 2004

### Información en la red
- Amics del Camí de Sant Jaume de l'Ebre
- Amics del Camí de Sant Jaume de Sabadell
- Asociación de Peregrinos del Señor Santiago de Galicia Calahorra
- Mapa de las diversas rutas del Camino de Santiago por la península ibérica - Camino Francés, Vía de la Plata, Portugués, Camino del Norte, Camino Primitivo, Camino Jacobeo del Ebro, Camino del Sureste, Camino Manchego y Camino Catalán.
- Amics del Camí de Sant Jaume a Lleida
- Amigos del Camino de Santiago en Navarra
- Asociación Riojana de Amigos del Camino de Santiago
- Camino de Santiago en La Rioja
- Federación Española de Amigos del Camino de Santiago
- Turismo de Navarra
- Información meteorológica en diversas rutas del Camino de Santiago en España, incluida el Camino Jacobeo del Ebro
- Agrupación Ribera de los Amigos del Camino de Santiago en Navarra Archivado el 26 de noviembre de 2020 en Wayback Machine.